# Feliciano Perducca
Feliciano Ángel Perducca (Buenos Aires, 1 de abril de 1938 - 22 de agosto de 1976). Fue un futbolista argentino que jugaba como delantero.

## Trayectoria
Perducca debutó en primera división con la camiseta de Temperley en 1923. Jugó en el gasolero hasta 1927. En 1928 pasó a Racing. En 1932 llegó a Talleres de Remedios de Escalada, donde disputó una temporada. En 1933 volvió a Temperley y se retiró del fútbol.

## Selección Argentina
Perducca debutó con la selección Argentina en 1925. En 1926 fue subcampeón del Campeonato Sudamericano. En 1928 participó en los Juegos Olímpicos de Ámsterdam y obtuvo la medalla de plata, al perder en la final del torneo contra Uruguay.

## Clubes
| Club                             | País      |
| -------------------------------- | --------- |
| Temperley                        | Argentina |
| Racing                           | Argentina |
| Talleres de Remedios de Escalada | Argentina |